# 久光与市
久光 与市（ひさみつ よいち、1843年（天保14年）- 1913年（大正2年））は、日本の実業家・起業家。久光常英堂（久光製薬の前身）の代表者である。

## 来歴
肥前国基肄郡田代村（現・佐賀県鳥栖市）出身。小松屋（現・久光製薬）の創業者である久光仁平の長男として生まれる。新しい薬の開発に力を注ぎ、1869年（明治2年）に健胃清涼剤「奇神丹(きしんたん)」を発売する。日清戦争の際に出征する兵士に販売し、そのことを契機として軍用薬に指定され業績を大いに伸ばしていった。
1871年（明治4年）、仁平より家業を譲り受ける。小松屋を「久光常英堂」と改称する。1881年（明治14年）、田代村で起こった大火に巻き込まれ久光常英堂も全焼したため、養父郡轟木村大字鳥栖字三角屋（現・鳥栖市）の徳渕家に身を寄せながら行商を続けた。
1892年（明治25年）、5人の息子たち（長男千太郎、二男安次郎、三男三郎、四男友三、五男伍郎）とともに、焼失した久光常英堂の跡地に家屋を再建。その後、兄弟の中で最も商才のある三男の三郎（中冨三郎）に家業を譲った。なお、長男千太郎は、高千穂方面の得意先を得て分家した。